# 三木市立三樹小学校
三木市立三樹小学校（みきしりつ さんじゅしょうがっこう）は、兵庫県三木市末広一丁目にある公立小学校。

## 沿革
- 1875年 - 校下を三樹・雲松・清泉・不断・枝東・一声の6校 で開校し、三樹・清泉・不断の3校とし、三樹校として開校した。
- 1893年 - 三樹尋常高等小学校と改称する。
- 1941年 - 国民学校令により、兵庫県美嚢郡三樹国民学校と改称。
- 1947年 - 学制改革により、三木町立三樹小学校と改称。
- 1957年 - 三木市立別所小学校小林分校廃止に伴い、校区変更。
- 1957年 - 三木市立三木小学校開校に伴い、上校区を分離。
- 1972年 - 三木市立緑が丘小学校開校に伴い、校区変更。
- 1975年 - 創立100周年。
- 1981年 - 三木市立広野小学校開校に伴い、校区変更。
- 1982年 - 校舎竣工式。
- 1994年 - 創立120年記念式典。
- 2004年 - 創立130周年記念式典。

## 通学区域
福井(2005番地以上の地番の区域を除く。)、福井1丁目～3丁目、末広1丁目～3丁目、
本町1丁目1番～2番、本町1丁目3番、4番の一部、本町2丁目～3丁目、
上の丸町1番～10番、上の丸町11番の一部、
別所町高木字大山及び近藤
- 校舎の北側（旧市民病院付近）は加佐になるが、平田小学校の校区になる。

## 進学先中学校
公立中学校は、三木中学校に進学する

## 周辺

### 周辺の施設
- 三木市立三木市民病院
- 神戸電鉄粟生線三木駅

### 周辺の道路
- 兵庫県道20号加古川三田線
- 兵庫県道23号三木宍粟線

## 著名な出身者
- 伊丹三樹彦（俳人）
- 玉岡かおる（小説家）
- 皇司（力士）
- 武田訓佳（タレント）

## 通学区域が隣接している学校
- 三木市立平田小学校
- 三木市立三木小学校
- 三木市立広野小学校
- 三木市立別所小学校